# ブレイクステップ
ブレイクステップ (breakstep) またはブレイクビート・ガラージ (breakbeat garage) は、UKガラージシーンから生まれダブステップの出現に影響を与えた音楽ジャンル。

## 来歴
ブレイクステップは2ステップガラージのサウンドから誕生した。ブレイクステップではガラージのソウルフルな要素から離れ、ドラムンベース型のベースラインが取り入れられたほか、シャッフルを効かせたドラムパターンはストレートでブレイクビーツ寄りのサウンドに差し替わった。このスタイルの躍進は1999年にラット・レコーズ (Rat Records) からリリースされたDJディー・クライン (DJ Dee Kline) の「アイ・ドント・スモーク」(I Don't Smoke) が1万5千枚を売り上げたことに始まり、最終的には2000年にイーストウエスト (East West Records) にライセンスを供与してUKチャートトップ40の第11位に到達した。ドラムンベースをUKガラージが範囲とするテンポ (138 BPM) で制作するという新手法によるDJジンク (DJ Zinc) の「138トレック」(138 Trek) がこれに続く成功を収めた。このことでブレイクスとガラージのアーティストの対話が促進され、ロンドンのクラブ「プラスチック・ピープル」(Plastic People) のイベント『フォワード』(Forward>>) に迎えられたゼッド・バイアス (Zed Bias) やダークワン (Darqwan) ことオリス・ジェイ (Oris Jay) の影響は、DJディスタンス (DJ Distance) などのブレイクス作品に強く反映された。